# Saison 1 des Bleus : Premiers pas dans la police
Chronologie
Pilote (90 min) Saison 2
Cet article présente le guide des épisodes de la première saison de la série télévisée française Les Bleus : Premiers pas dans la police (2007-2010).

## Épisode 1:Dommage collatéral
- France : 19 septembre 2007 sur M6

- Jean-Louis Tribes : Monteil
- Thierry Nenez : le père de Cindy

## Épisode 2:Une vie de chien
- France : 19 septembre 2007 sur M6

- Marie-Christine Adam : Mme Magnard
- Marc Rioufol : M. Maubert
- Albert Goldberg : le dealer

## Épisode 3:Fantôme du passé
- France : 26 septembre 2007 sur M6

- Florinda Harvey : Jennifer
- Riton Liebman : le légiste
- Éric Viellard : Vincent le jardinier

## Épisode 4:Hôtels particuliers
- France : 26 septembre 2007 sur M6

- Françoise Brion : Mme de Wilde
- Cédric Chevalme : le chef de la sécurité du palace

## Épisode 5:Les Yeux fermés
- France : 3 octobre 2007 sur M6

- Florinda Harvey : Jennifer

## Épisode 6:Retour de flammes
- France : 3 octobre 2007 sur M6

- Boris Terral : Elias Tarkos
- Gérard Loussine : Lucien Béricou
- Riton Liebman : le légiste

## Épisode 7:Otages
- France : 10 octobre 2007 sur M6

- Stéphane Boucher : José Barbier

## Épisode 8:Faux-semblants
- France : 10 octobre 2007 sur M6

- Jérôme Robart : Emmanuel Gautier
- Aude Charlon : Eva Keller
- Andréa Brusque : la racketteuse

## Épisode 9:Rien ne va plus
Stéphane Giusti et Alain Robillard
- France : 17 octobre 2007 sur M6

- Claude Brosset : Antoine Letellier
- Alain Fromager : Krantz

## Épisode 10:Infiltration
- France : 17 octobre 2007 sur M6

- Michel Bompoil : Dr Sapri
- Lilou Fogli : Sabine Lefort
- Alain Rimoux : le directeur général

## Épisode 11:Enquête interne (1repartie)
- France : 24 octobre 2007 sur M6

- François Levantal : Boris Lucaks
- Vanessa Larré : l'inspectrice de l'IGS
- Robert Plagnol : Patrice Cazeneuve
- Bertrand Farge : Jean-Louis Chenier

## Épisode 12:Enquête interne (2epartie)
- France : 24 octobre 2007 sur M6

- François Levantal : Boris Lucaks
- Vanessa Larré : l'inspectrice de l'IGS
- Robert Plagnol : Patrice Cazeneuve
- Alain Rimoux : le directeur général